# Hotel Arctic
L'Hotel Arctic è un hotel di proprietà di Air Greenland, situato a nord della città di Ilulissat, in Groenlandia, sulla strada per l'aeroporto di Ilulissat e 2,7 km a nord della foce del fiordo di Ilulissat. È l'hotel a 4 stelle più a nord del mondo.

## Descrizione
Fu costruito poco dopo l'apertura dell'aeroporto di Ilulissat, nel 1984, per accoglierne i passeggeri. L'edificio principale si trova a circa 100 metri dalla costa ed è composto da 76 camere e 9 suite; l'hotel dispone inoltre, sulla costa, di 5 cabine "iglù", ispirate al classico iglù eschimese nella forma e nel design, ma costruite in alluminio anziché in ghiaccio.
Il ristorante serve cucina groenlandese basata su ingredienti locali (in parte autoprodotti) quali bue muschiato, renne, ippoglosso nero, lepre artica, pernice bianca, lupi di mare, cozze, ricci di mare e scorfano. Le erbe vengono raccolte sulle alture: acetosa di pecora, erba infestante, acetosa di montagna, pidocchio, ciuffo giallo della palude settentrionale, orecchio di topo comune, perla annodata e molti altri.
L'hotel dispone di strutture per conferenze a 5 stelle.